# Bifurcaria
Bifurcaria is een geslacht van bruinwieren uit de orde Fucales. Het geslacht werd in 1809 voor het eerste wetenschappelijk beschreven door Stackhouse.

## Soorten
- Bifurcaria bifurcata R.Ross, 1958 = Stemvorkwier

Niet geaccepteerde soorten:
- Bifurcaria brassiciformis (Kützing) E.S.Barton, 1893 => Brassicophycus sisymbrioides (Kützing) Molinari & Guiry, 2021
- Bifurcaria levigata (Kützing) Barton, 1893 => Bifurcariopsis capensis (Areschoug) Papenfuss, 1940
- Bifurcaria rotunda (Hudson) Papenfuss, 1950 => Polyides rotunda (Hudson) Gaillon, 1828
- Bifurcaria sisymbrioides (Kützing) F.E.Fritsch, 1945 => Brassicophycus sisymbrioides (Kützing) Molinari & Guiry, 2021
- Bifurcaria tuberculata Stackhouse, 1809 => Bifurcaria bifurcata R.Ross, 1958
- Bifurcaria galapagensis (Piccone & Grunow) Womersley, 1964 (onzeker)